# Khandika, Sagar
Khandika là một làng thuộc tehsil Sagar, huyện Shimoga, bang Karnataka, Ấn Độ.